# Oscar Kessels
Oscar Kessels (1903 - Brussel, 24 februari 1968) was een Belgisch boogschutter.

## Levensloop
Kessels kwam omstreeks 1930 in aanraking met het boogschieten via zijn schoonvader Jérôme De Mayer. Hij was aangesloten bij Grand Serment de Bruxelles., van deze boogschuttersclub zou hij in 1938 ondervoorzitter en vanaf 1946 voorzitter worden. Kessels nam deel aan 21 wereldkampioenschappen, alwaar hij met het Belgisch team eenmaal goud (1933), viermaal zilver (1934, 1935, 1937 en 1959) en eenmaal brons (1953) behaalde.
Kessels was actief als industrieel. Daarnaast was hij vanaf 1946 vicevoorzitter en vervolgens vanaf 1951 erevoorzitter van de Koninklijke Belgische Federatie voor Handboogschieten (KBFH). Ook behoorde hij vanuit deze hoedanigheid tot het sportcomité van het Traumatologie- en Revalidatiecentrum (CTR). In 1949 werd hij verkozen als vice-voorzitter van de Fédération Internationale de Tir à l'Arc (FITA) en van 1957 tot 1961 was hij voorzitter van deze organisatie. Hierop aansluitend werd hij benoemd als permanente FITA-afgevaardigde bij het Internationaal Olympisch Comité (IOC). In deze hoedanigheid was hij medeverantwoordelijk voor de herintroductie van het boogschieten als Olympische discipline. Ook was Kessels van 1951 tot 1967 thesaurier bij het Belgisch Olympisch Comité (BOC).
Zijn schoonzoon Paul Prieels, kleinzoon Philippe Prieels en achterkleindochter Sarah Prieels waren eveneens actief in het boogschieten.